# رأس بئر

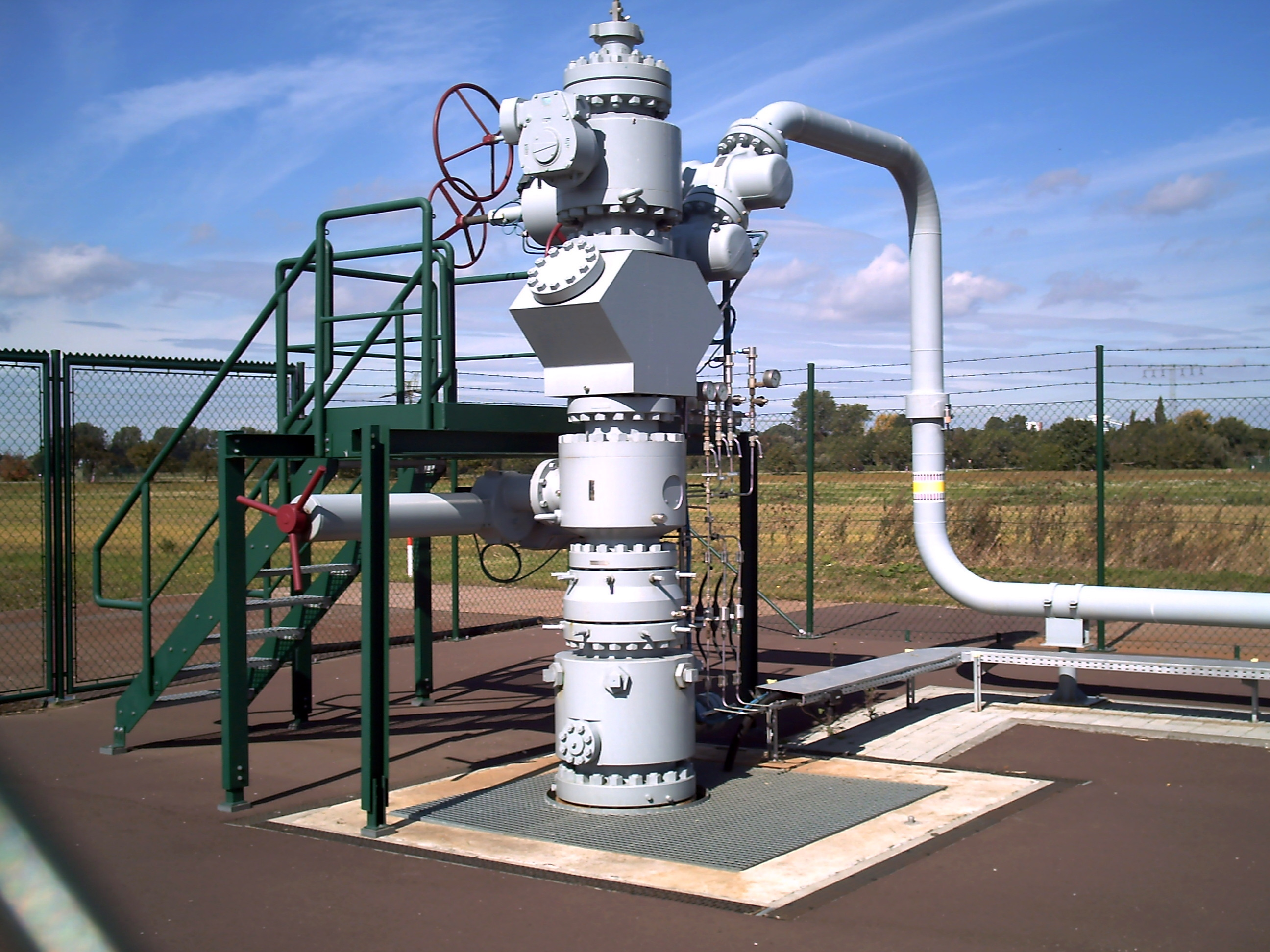
فوهة بئر لتخزين الغاز الطبيعي في أيتزل، ألمانيا.

فوهة البئر هو عنصر موجود على سطح بئر النفط والغاز الطبيعي الذي يوفر واجهة هيكلية تحتوي على الضغط من أجل الحفر وإنتاج المعدات. الغرض الأساسي من فوهة البئر هو توفير نقطة التعليق وضغط الأختام لتغليف السلاسل التي تمتد من الجزء السفلي من أقسام الحفرة لمعدات السيطرة على ضغط السطح. عند حفر آبار النفط، يتم توفير السيطرة على ضغط السطح عن طريق مانع الانفجار. إذا لم يتم احتواء الضغط أثناء عملية الحفر من قبل عمود سائل البحر والأغلفة وفوهة البئر ومانع الانفجار؛ فإن الانفجار قد يحدث أيضاً.
عادة يتم لحام فوهات الآبار على السلسلة الأولى من الغلاف الذي يتم تثبيته في المكان أثناء عمليات الحفر لتشكيل هيكل يكون جزءاً من البئر. في الآبار الاستكشافية التي تكون مهجورة لاحقاً، فإن رءوس الآبار الموجودة هناك يمكن استعادتها لتجديد وإعادة استخدامها.

## المكونات
المكونات الأساسية لنظام فوهة البئر هي:
- غلاف الفوهة.
- مكبات الغلاف.
- علاقات الغلاف.
- وعاء بطاني لمنع التآكل.
- مقابس اختبار.
- أنابيب الفوهات.
- أنابيب العلاقات.
- محولات أنابيب الفوهة.

## الوظائف والأهمية
لفوهة البئر أهمية كبيرة، وله وظائف عديدة، منها:
- يوفر وسائل التغليف المعلق، وكذلك الأنابيب.
- يوفر مراقبة ضغط وضخ الوصول إلى الحلقة بين مختلف سلاسل الأغلفة والأنابيب.
- يوفر وسيلة لربط مانع الانفجار أثناء الحفر.
- يوفر وسيلة موثوقة للوصول إغلى البئر.
- يوفر وسيلة لربط مضخة البئر.

## مواصفات التصميم
مواصفات صناعة النفط لأنظمة فوهة البئر(وتشمل المواد والأبعاد وإجراءات الاختبار وتقييم مستوى الضغط إلخ) هي:
- مواصفات API 6A لمعدات فوهة البئر.
- مواصفات ISO 10423 لمعدات فوهة البئر.